# 三脉卫矛
三脉卫矛（学名：Euonymus subtrinervis）为卫矛科卫矛属的植物，是中国的特有植物。分布于中国大陆的贵州等地，生长于海拔500米的地区，见于山谷阴处、灌木丛中或水边湿地，目前尚未由人工引种栽培。